# Most Głuchołaski w Prudniku
Most Głuchołaski w Prudniku – most drogowy w Prudniku w ciągu ul. T. Kościuszki (droga krajowa nr 40), stanowiący przeprawę nad rzeką Złoty Potok. Zapewnia wyjazd z miasta na zachód, w stronę Łąki Prudnickiej i Głuchołaz. Wpisany do gminnej ewidencji zabytków.

## Historia

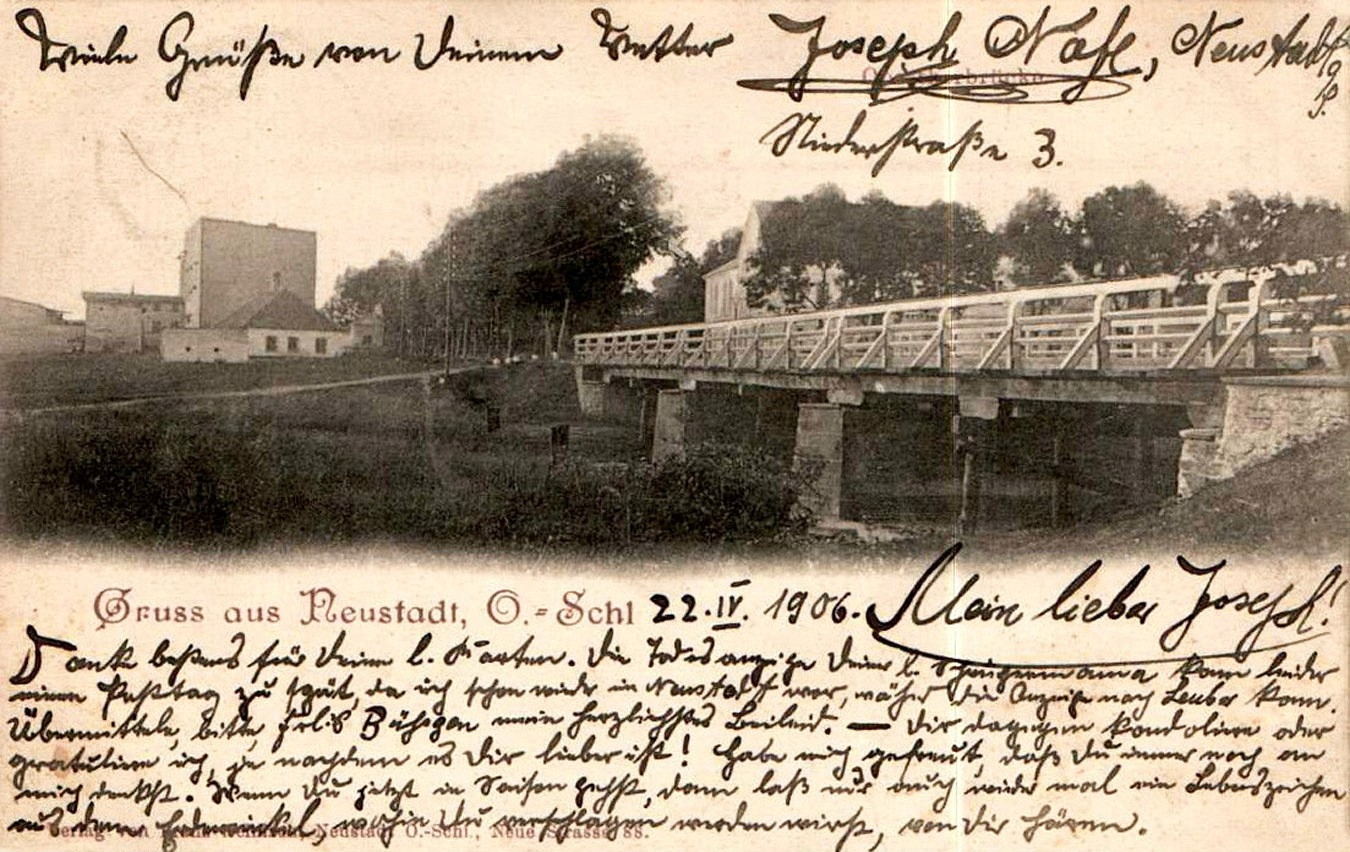
Most Głuchołaski na pocztówce wydanej w 1906

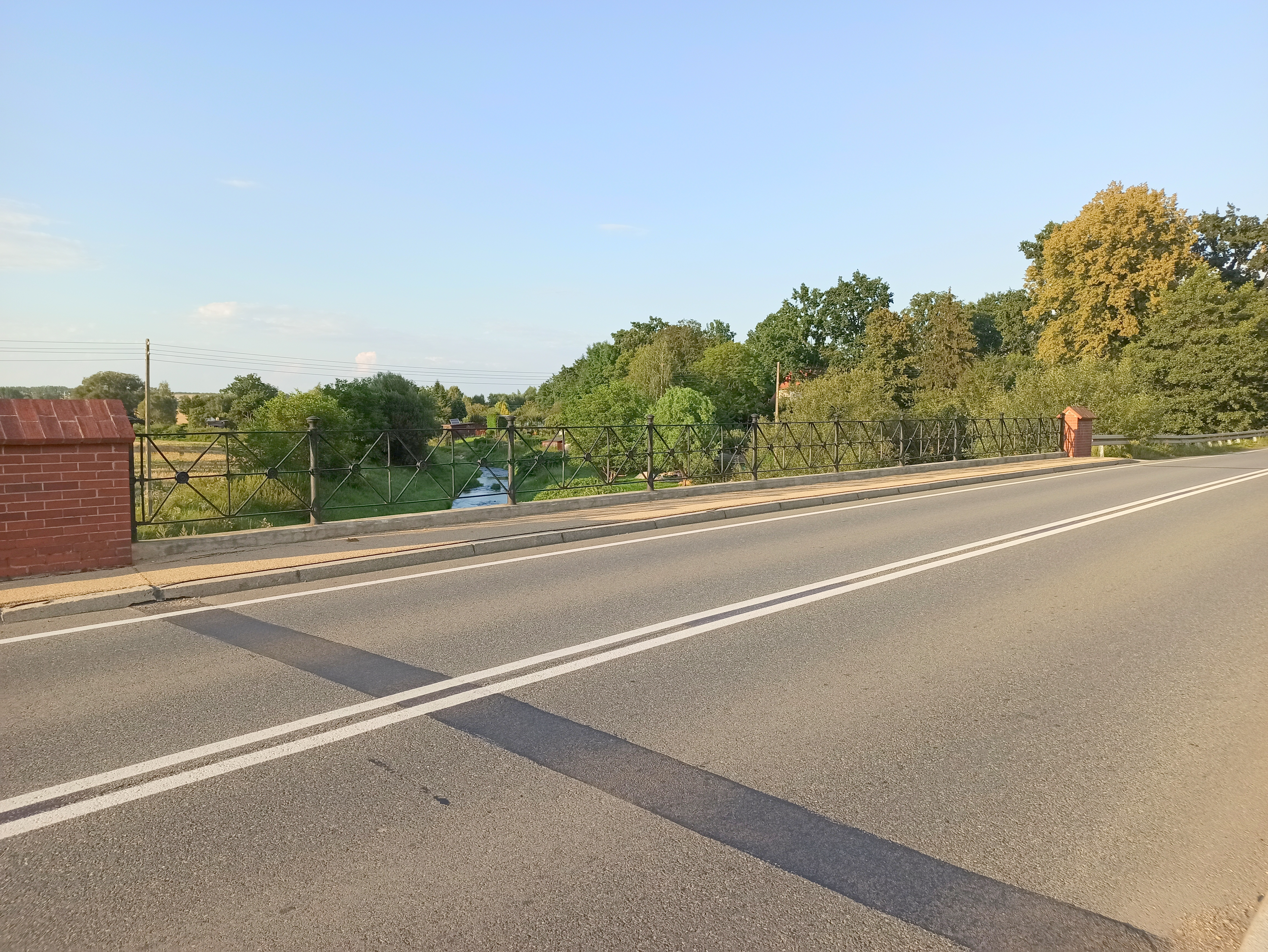
Nawierzchnia mostu (2020)

Pierwotna droga z Prudnika do Łąki Prudnickiej i dalej w kierunku Głuchołazy i Zlatých Hor prowadziła współczesną ul. Zwycięstwa, nie przekraczając rzeki Złoty Potok. Miała ona drugorzędne znaczenie dla Prudnika, który, należąc do księstwa opolskiego, nie miał wspólnych interesów z miastami w księstwie nyskim (Zlaté Hory, Głuchołazy, Jesionik). Boczna droga w miejscu późniejszego Mostu Głuchołaskiego nabrała znaczenia na przełomie XVI i XVII wieku ze względu na powstanie zamku w Łące Prudnickiej i folwarku rzeźników na gruntach miasta.
Wiosną 1810 zbudowano w tym miejscu nowy most połączony z nasypem niwelującym stromo opadającą dolinę rzeki oraz z przeprawą przez górną młynówkę. Most nie został uszkodzony podczas powodzi w 1903.
Na przełomie lat 80. i 90. XX wieku w bocznych otworach mostu znaleziono biżuterię. Powstało przypuszczenie, że schowali ją tam w 1945 żołnierze Armii Czerwonej rabujący przechodzących przez most niemieckich cywilów.
Most został gruntownie wyremontowany w 1997. Cała konstrukcja aż do łuków została rozebrana, a następnie zrekonstruowana. Na czas prac budowlanych przy moście powstała kładka dla pieszych. W trakcie budowy doszło do powodzi tysiąclecia.

## Architektura
Kamienno-ceglany most jest konstrukcją łukową, trójprzęsłową, ma 27,12 m długości i 10 m szerokości. Wsparty jest na podporach kamiennych, które częściowo znajdują się na drewnianych palach. Dno koryta rzecznego pod mostem wyłożono narzutem kamiennym.